# Scott Henderson
Ne doit pas être confondu avec Scoot Henderson.
Pour les articles homonymes, voir Henderson.
Scott Henderson (né le 26 août 1954) est un guitariste américain de jazz fusion et de blues, surtout connu pour son jeu au sein du groupe Tribal Tech.

## Biographie
Scott Henderson est un virtuose très apprécié qui a émergé dans les années 1980 avec son groupe légendaire Tribal Tech, et qui est devenu depuis l'un des meilleurs guitaristes et compositeurs de jazz fusion. Scott a grandi dans le sud de la Floride où il jouait du blues-rock et du funk, et a été influencé par Jimmy Page, Jeff Beck, Jimi Hendrix, Ritchie Blackmore et son guitariste de blues préféré Albert King. Même si Henderson a commencé sa carrière comme joueur de blues-rock, c'est l'influence du jazz qui l'a conduit au style de jeu et de composition pour lequel il est aujourd'hui célèbre. En plus d'être un joueur de classe mondiale et un compositeur de premier plan, la marque de fabrique de Scott est sa belle sonorité et sa capacité frappante à mélanger le jazz avec le blues, le rock et le funk, créant ainsi une voix unique et pleine d'âme à la guitare.
Scott a étudié l'arrangement et la composition à la Florida Atlantic University, puis s'est installé à Los Angeles en 1980. Il a tourné et enregistré avec l'Elektric Band de Chick Corea, le violoniste Jean-Luc Ponty, et a eu le plaisir de travailler pendant quatre ans avec l'un de ses musiciens préférés, le Joe Zawinul de Weather Report. Il a enregistré deux albums avec le Zawinul Syndicate, "The Immigrants" et "Black Water". Il figure également sur le double album live de Joe Zawinul "Vienna Nights", sorti en 2004. Henderson a enregistré dix albums acclamés par la critique avec Tribal Tech, dont le plus récent, "Tribal Tech X", est sorti en mars 2012.
En 2019, il a remporté le prix du meilleur guitariste et du meilleur groupe/artiste électrique/jazz-rock/contemporain dans le sondage des lecteurs de Jazz Times. En 1991, Scott a été désigné par Guitar World comme le premier guitariste de jazz, et en janvier 1992, il a été désigné premier guitariste de jazz dans le Guitar Player's Annual Reader's Poll. Son premier album solo de blues "Dog Party", un retour bienvenu à ses racines musicales, a remporté le prix du meilleur album de blues en 1994 dans le magazine Guitar Player. Ses albums solo suivants, "Tore Down House" et "Well to the Bone", associent Henderson à la légendaire chanteuse Thelma Houston. "Vibe Station", sorti en 2015, a été classé par de nombreux critiques musicaux parmi les 10 meilleurs albums instrumentaux de l'année. L'œuvre la plus récente et la plus accomplie de Henderson en tant que leader, "People Mover", avec Romain Labaye à la basse et Archibald Ligonnière à la batterie - qui sont les musiciens de son trio live actuel - a été élue meilleur album de fusion de 2019 par le magazine Jazz Times. Le trio a effectué de nombreuses tournées à travers le monde dans plus de 70 pays, jouant la musique des albums solo ainsi que certaines musiques de Henderson enregistrées par Tribal Tech.
Scott a également sorti deux albums avec "Vital Tech Tones", une collaboration en trio avec le bassiste Victor Wooten et l'ancien batteur de Journey Steve Smith. En 2009, il a commencé à tourner dans le monde entier avec le HBC Trio, composé du bassiste Jeff Berlin et du batteur Dennis Chambers. Leur premier disque, "HBC", est sorti en octobre 2012.
Comme c'est souvent le cas avec un musicien du calibre de Scott, la demande est grande pour qu'il partage ses connaissances avec la génération actuelle de guitaristes. Il fait partie de la faculté du Musician's Institute à Hollywood, où ses sessions d'Open Counseling sont parmi les plus populaires du MI. Scott a également écrit des chroniques pour le Guitar Player Magazine et de nombreuses autres publications sur la guitare.

## Tribal Tech
Henderson a formé Tribal Tech avec le bassiste Gary Willis en 1984. Sous la direction de Henderson et Willis, Tribal Tech est devenu l'un des groupes de fusion les plus réputés des années 1980.  Pendant la période initiale du groupe jusqu'à sa dissolution après l'album Rocket Science en 2000, Henderson s'est hissé au premier rang des guitaristes de jazz/fusion modernes. En 1991, il a été nommé "#1 Jazz Guitarist" par le magazine Guitar World, et en janvier 1992, il a été élu meilleur guitariste de jazz dans le sondage annuel des lecteurs du magazine Guitar Player.

## Discographie
Avec Tribal Tech :
- Spears (1985)
- Dr. Hee (1987)
- Nomad (1990)
- Tribal Tech (1991)
- Illicit (1992)
- Face First (1993)
- Primal Tracks (1994)
- Reality Check (1995)
- Thick (1999)
- Rocket Science (2000)
- X (2012)

Avec Vital Tech Tones (Scott Henderson, Victor Wooten and Steve Smith) :
- Vital Tech Tones (1998)
- VTT 2  (2000)

Avec Dennis Chambers et Jeff Berlin :
- HBC (2012)

En solo :
- Dog Party (1994)
- Tore Down House (1997)
- Well To The Bone (2002)
- Live! (2005)
- Vibes Station (2015)
- People Mover (2019)
- Karnevel! (2024)

Autres :
- Fables (Jean-Luc Ponty - 1985)
- Champion (Jeff Berlin - 1985)
- The Chick Corea Elektric Band (Chick Corea - 1986)
- Players (1987, Jeff Berlin with T Lavitz and Steve Smith)
- The Immigrants (The Zawinul Syndicate - 1988)
- Black Water (The Zawinul Syndicate - 1989)
- Just Add Water - Virgil Donati, (1997)
- Crossroads (Jeff Berlin - 1999)
- Vienna Nights (Joe Zawinul - 2004)